# サウサンプトン中央駅
サウサンプトン中央駅（サウサンプトンちゅうおうえき、英語: Southampton Central railway station）は、イギリス南部の都市サウサンプトンの鉄道駅。サウス・ウェスト本線、ウェセックス本線、ウェスト・コーストウェイ線が乗り入れている。
列車運行会社のサウス・ウェスタン・レールウェイ（SWR）が管理しており、ロンドン（ウォータールー）やボーンマス、ポーツマス向けの列車が頻繁に運行されている。SWRの他にもオックスフォード、バーミンガム、マンチェスター方面を結ぶクロスカントリー、ブリストル、カーディフ方面を結ぶグレート・ウェスタン・レールウェイ（GWR）、ロンドン（ヴィクトリア）、ブライトン方面を結ぶゴヴィア・テムズリンク・レールウェイ（GTR、サザンとして運行）などが列車を運行している。

## 歴史
1895年、近隣にあったウェスト・エンド駅の置き換えとしてサウサンプトン・ウェスト駅が開業。ウェスト・ベイという湾のすぐ近くにあったため、満潮の際には駅のすぐ南側まで海岸線が迫っていた。1927年からはロンドン・アンド・サウス・ウェスタン鉄道が主導して新たな桟橋のための埋立工事が行われ、1934年には現在の西桟橋が完成した。これによりウェスト・ベイは埋め立てられ、駅舎近くまで海水が来ることは無くなった。同じく1934年からは駅舎の拡張工事が行われ、プラットホーム2線の追加と現駅名への変更が行われた。
第二次世界大戦期には空襲の被害を受け、1940年11月23日には1番ホームが、1941年7月22日には券売所、2・3番ホーム、4番ホームが被害を受けた。
1966年には桟橋近くにあったサウサンプトン・ターミナス駅が廃止され、その影響で利用客が増加した。またその翌年には駅舎が改修され、時計塔が事務区画に置き換えられた。この際に駅名がサウサンプトン駅に変更されたが、1994年には再びサウサンプトン中央駅に戻された。

## 運行情報
ロンドン・ウォータールー行きは毎時2本運行されており、所要時間は約1時間20分。
ロムジーへは、チャンドラーズ・フォード経由の上り線（SWR）とレッドブリッジ経由の下り線（SWR/GWR）の2路線が運行されている。

### ダイヤ
平日オフピーク時の1時間あたりのダイヤは次の通り。なお、クロスカントリーのみは運行頻度が2時間に1本である。
■ サウス・ウェスタン
西行
1本 - ウェイマス駅行き急行
1本 - プール駅行き急行
1本 - ボーンマス駅行き普通
1本 - レッドブリッジ駅・ロムジー駅経由ソールズベリー駅行き
東行
2本 - ロンドン・ウォータールー駅行き急行
1本 - ウィンチェスター駅行き普通
1本 - ポーツマス・アンド・サウスシー駅/ポーツマス・ハーバー駅行き普通
1本 - チャンドラーズ・フォード駅経由ロムジー駅行き
■ サザン（ゴヴィア・テムズリンク・レールウェイ）
東行
1本 - ブライトン駅行き
1本 - ロンドン・ヴィクトリア駅行き
■ グレート・ウェスタン
西行
1本 - カーディフ中央駅行き
東行
1本 - ポーツマス・ハーバー駅行き
■ クロスカントリー
西行
2時間に1本 - ボーンマス駅行き
東行
2時間に1本 - マンチェスター・ピカデリー駅行き

## 隣の駅
ナショナルレール
■ サウス・ウェスタン・レールウェイ
ロンドン - ウェイマス
サウサンプトン・エアポート・パークウェイ駅 - サウサンプトン中央駅 - トットン駅
ロムジー - セント・デニーズ - サウサンプトン - レッドブリッジ - ロムジー - ソールズベリー
セント・デニーズ駅 - サウサンプトン中央駅 - ミルブルック駅
ポーツマス - サウサンプトン
セント・デニーズ駅 - サウサンプトン中央駅
■ サザン（ゴヴィア・テムズリンク・レールウェイ）
ロンドン・ヴィクトリア - サウサンプトン
スワンウィック駅/セント・デニーズ駅/ウールストン駅 - サウサンプトン中央駅
ブライトン - サウサンプトン
スワンウィック駅/イーストリー駅 - サウサンプトン中央駅
■ グレート・ウェスタン・レールウェイ
ポーツマス・ハーバー - カーディフ中央
フェアラム駅 - サウサンプトン中央駅 - ロムジー駅
■ クロスカントリー
ボーンマス - マンチェスター
サウサンプトン・エアポート・パークウェイ駅 - サウサンプトン中央駅 - ブロッケンハースト駅